# Vindens skugga
Vindens skugga (La Sombra del Viento) är en spansk roman skriven av Carlos Ruiz Zafón, utgiven 2001. 2005 gavs den ut på svenska på Norstedts efter översättning av Yvonne Blank.

## Handling
En tidig morgon 1945, samma dag som han fyller 10 år, tar Daniel Semperes far med honom till en mycket speciell plats kallad "De bortglömda böckernas gravkammare", ett gigantiskt gömt bibliotek någonstans inne i Barcelonas gränder där gamla okända böcker funnits längre än någon kan minnas. Sedvänjan påbjuder att alla gravkammarens nya besökare får adoptera en bok att ta med sig hem. 
Daniel väljer romanen Vindens skugga av den bortglömde författaren Julián Carax. Daniel läser boken över en natt och blir så fängslad att han vill ta reda på allt han kan om författaren och läsa alla hans böcker, men nästan ingen verkar känna till något om den mystiske Julián Carax och att hitta någon av dennes andra romaner visar sig vara nästintill omöjligt. I takt med att Daniel försöker finna svaret på gåtan om Carax mörka förflutna dras han in i Barcelonas mystiska skuggvärld där ingen går att lita på.

## Karaktärer i boken
- Daniel Sempere
- Fermin Romero de Torres
- Julián Carax
- Clara Barceló
- Beatriz Aguilar